# Генетична класифікація вугілля
Генетична класифікація вугілля (рос.генетическая классификация угля, англ. genetic classification of coal; нім. genetische Kohlenklassierung f) — розподіл вугілля за хімічною природою і походженням.

## Історія
Перша Г.к.в. була запропонована німецьким палеоботаніком Потоньє. Він виділив у викопному вугіллі три основних класи: гуміти, сапропеліти, біоліти.
Пізніше Ю. А. Жемчужников запропонував власну Г.к.в., у якій виділяв дві групи (гумоліти і сапропеліти), а кожну з груп розділив на два класи (1 — гуміти, 2 — ліптобіоліти, 3 — сапропеліти і 4 — сапроколіти).
Гуміти утворилися з вищих рослин, а сапропеліти — з нижчих і планктону. Потім був виділений проміжний клас гуміто-сапропелітового вугілля.
Аронов і Нестеренко розділили вугілля на чотири генетичних класи: гуміти, ліптобіоліти, сапропеліти і особливо тверді горючі копалини.
Перераховані класифікації не мають принципових відмінностей і використовуються для дослідження впливу генезису вугілля на його властивості.
З усіх класів вугілля найпоширенішими і найповніше вивченими є гуміти.
У більшості випадків гумусове вугілля макроскопічно не цілком однорідне, а складається з частин (інґредієнтів, літотипів), які в площинах, перпендикулярних нашаруванню, помітні неозброєним оком.
У 1919 р. М.Стокс поділила інґредієнти (літотипи) гумусового вугілля на вітрен, кларен, дюрен і фюзен.
Вітрен (блискучий) являє собою чорні шари з дуже сильним блиском і раковистим зламом. Часто він крихкий і розітнений безліччю тонких тріщин, внаслідок чого розшаровується на кубики, а при видобутку сильно подрібнюється. У гумусовому вугіллі вітрен зустрічається у вигляді шарів потужністю понад 3-10 мм.
Кларен (проміжний) за блиском займає проміжне положення між вітреном і дюреном і складається з шарів вітрену, дюрену, а іноді і фюзену.
Дюрен (матовий) може бути чорного або сірого кольору, але завжди матовий. Він дуже міцний і тому розколюється при руйнуванні на великі шматки з шорстким зламом. Шари дюрену зустрічаються рідше, ніж шари вітрену та кларену, але іноді вони мають відносно велику потужність (до 10 см) і добре витримані за простяганням.
Фюзен (чорний) має шовковистий блиск, чорний колір. Він м'який і пухкий, бруднить руки при дотику. Як правило фюзен зустрічається у пласті у формі лінз товщиною декілька міліметрів і декілька сантиметрів завдовжки. У пластах, які особливо багаті на фюзен, зустрічаються його шари потужністю до 20 см і довжиною декілька метрів. У більшості вугілля фюзен відіграє лише другорядну роль.

## Основні види вугілля за генетичною класифікацією
- Сапропелеве вугілля (сапропеліти) істотно відрізняється від гумітів відсутністю шаруватості, однорідним складом і дуже високою густиною. Сапропеліти низького ступеня вуглефікації мають високий вміст водню і великий вихід летких речовин з високим виходом газу і смоли. Їх розділяють на кеннелі, богхеди і перехідні різновиди.

- - Кеннель — вугілля чорного кольору, матове, однорідне і компактне, розколюється з раковистим зламом, під мікроскопом має правильну мікрошаруватість. Характерна особливість всіх кеннелів — майже однаковий розмір складових частинок. Кеннелі зустрічаються у більшості вугільних басейнів світу. У вигляді прошарків від декількох міліметрів до десятків сантиметрів знайдені у гумусовому вугіллі Донбасу.

- - Богхеди візуально дуже схожі на кеннелі, але мають буруватий колір і коричневу риску. Їх характерною складовою є альгініт, якого майже немає у справжніх кеннелях. Існує багато перехідних форм від кеннелів до богхедів. Якщо у кеннелях міститься велика кількість водоростей, але не більше, ніж спор, то це вказує на перехідний тип. Справжній богхед майже не містить спори.

- Ліптобіоліти, що утворилися з найстійкіших частин рослин (воску, смол), складають невеликі за потужністю шари у вугіллі нижнього карбону Західного Донбасу і окремі пласти Ткібульського родовища у Грузії. Ткібульські ліптобіоліти легко займаються від сірника, що пов'язано з особливостями їх складу. Основним матеріалом для їх утворення слугувала смола хвойних рослин, кутикули листя і пагінці вищих наземних рослин. Смолисті ліптобіоліти характеризуються підвищеною пористістю, містять вуглецю на 3-6 % менше, а водню на 0,5-3 % більше, ніж сусідні пласти гумітів. При високих температурах ліптобіоліти розкладаються з виділенням великої кількості газоподібних органічних речовин, у зв'язку з чим легко запалюються. При низьких температурах вони хімічно більш інертні, ніж гуміти. Початковий матеріал, його біохімічні та геохімічні перетворення в різних умовах обумовили формування численних однорідних за своїми оптичними і фізико-хімічним властивостями мікрокомпонентів вугілля, виділенням і описом яких займається вугільна петрографія. Мікрокомпоненти вугілля, на відміну від мінералів, широко варіюють за хімічним складом і фізичними властивостями.